# 新小平駅
新小平駅（しんこだいらえき）は、東京都小平市小川町二丁目にある、東日本旅客鉄道（JR東日本）武蔵野線の駅である。駅番号はJM 32。八王子支社管轄の駅。

## 概要
当駅は小平市内に唯一存在するJR線の駅である。
武蔵野線の本線のほか、旅客駅より西国分寺駅側で中央本線国立駅へ通じる武蔵野線支線（国立支線）が分岐している。この支線は主に貨物列車が走行するが、八王子駅発着の「むさしの号」などの旅客列車も経由する。なお、国立支線は第二種鉄道事業者である日本貨物鉄道（JR貨物）が当駅 ｰ 国立駅間に営業キロ（5.0 km）を設定している。
当駅 - 新秋津駅との駅間距離は5.6 kmで、武蔵野線では貨物専用区間（武蔵野南線）を除くともっとも長い。

## 歴史
- 1973年（昭和48年）4月1日：日本国有鉄道（国鉄）の駅として開業[4]。開業当初に自動改集札機が試験設置された12駅の一つ。
- 1987年（昭和62年）4月1日：国鉄分割民営化に伴い、東日本旅客鉄道（JR東日本）の駅となる[1]。
- 1991年（平成3年）
  - 8月：地下ホームの吹抜部を使った大きな壁画が完成[注釈 2]。
  - 10月11日：大雨による駅水没のため営業停止[5][新聞 1]。下記参照。
  - 12月11日：営業再開及び発車メロディ導入。当初は現在と異なり、上下線共に「Water Crown」のエンドレスバージョンを使用していた。
- 2001年（平成13年）
  - 2月28日：バリアフリー対応としてエスカレーターの使用を開始。
  - 11月18日：ICカード「Suica」の利用が可能となる[報道 1]。
- 2007年（平成19年）2月22日：指定券券売機を導入。トイレ改装工事も完了。
- 2009年（平成21年）
  - 3月2日：構内コンビニエンスストアのNewDaysが出入口を改札外から改札内に移動。
  - 12月：エレベーターを新設。
- 2012年（平成24年）6月30日：みどりの窓口の営業を終了。
- 2021年（令和3年）：構内コンビニエンスストアNewDaysの出入口を改札外に戻す。

## 駅構造
2つのトンネル（小平トンネル、東村山トンネル）の間に挟まれた掘割の中に相対式ホーム2面2線を有する。駅舎は小平トンネルの上の地上にある。ホームの府中本町方面は小平トンネルの中に位置し、南浦和方面は東村山トンネルの入り口のすぐ前に地上に吹き抜けの構造になっている。駅本屋の施工は鹿島建設による。
武蔵野統括センターが管理する業務委託駅で、JR東日本ステーションサービスが受託する（2021年11月30日までは西国分寺駅管理であった）。ただし、お客さまサポートコールシステムが導入されており、一部時間帯は遠隔対応のため、改札係員は不在となる。また、多機能券売機・指定席券売機・自動改札機が設置されている。このほか、2015年9月30日より、この両トンネル内で携帯電話が使えるように整備された。
駅カラーは緑色。

### のりば
| 番線 | 路線     | 方向 | 行先                       | 備考                 |
| ---- | -------- | ---- | -------------------------- | -------------------- |
| 1    | 武蔵野線 | 上り | 西国分寺・府中本町方面     | 中央線直通列車も発着 |
| 2    | 武蔵野線 | 下り | 南浦和・新松戸・西船橋方面 | 大宮駅直通列車も発着 |

（出典：JR東日本:駅構内図）

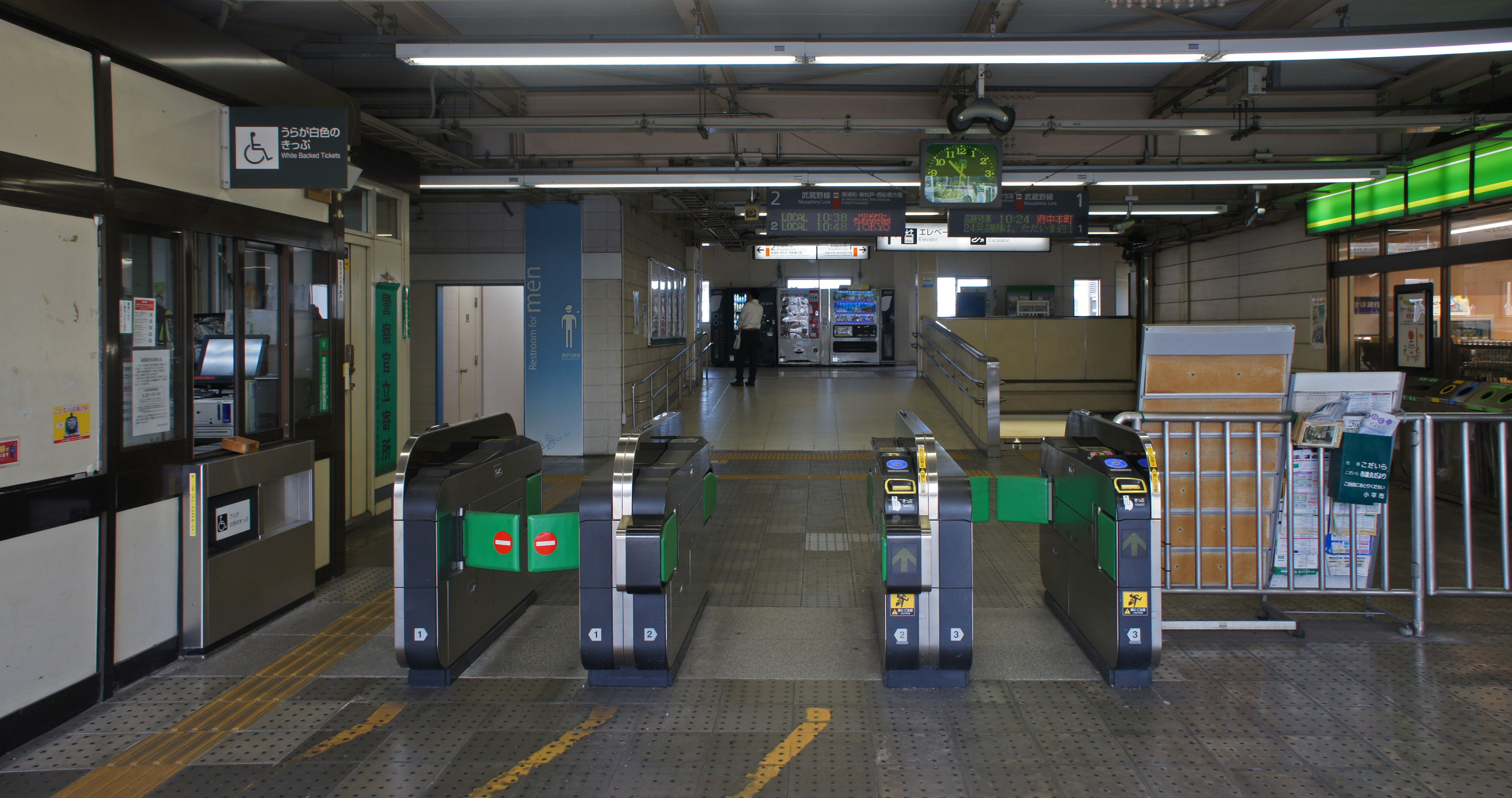
改札口（2019年9月）
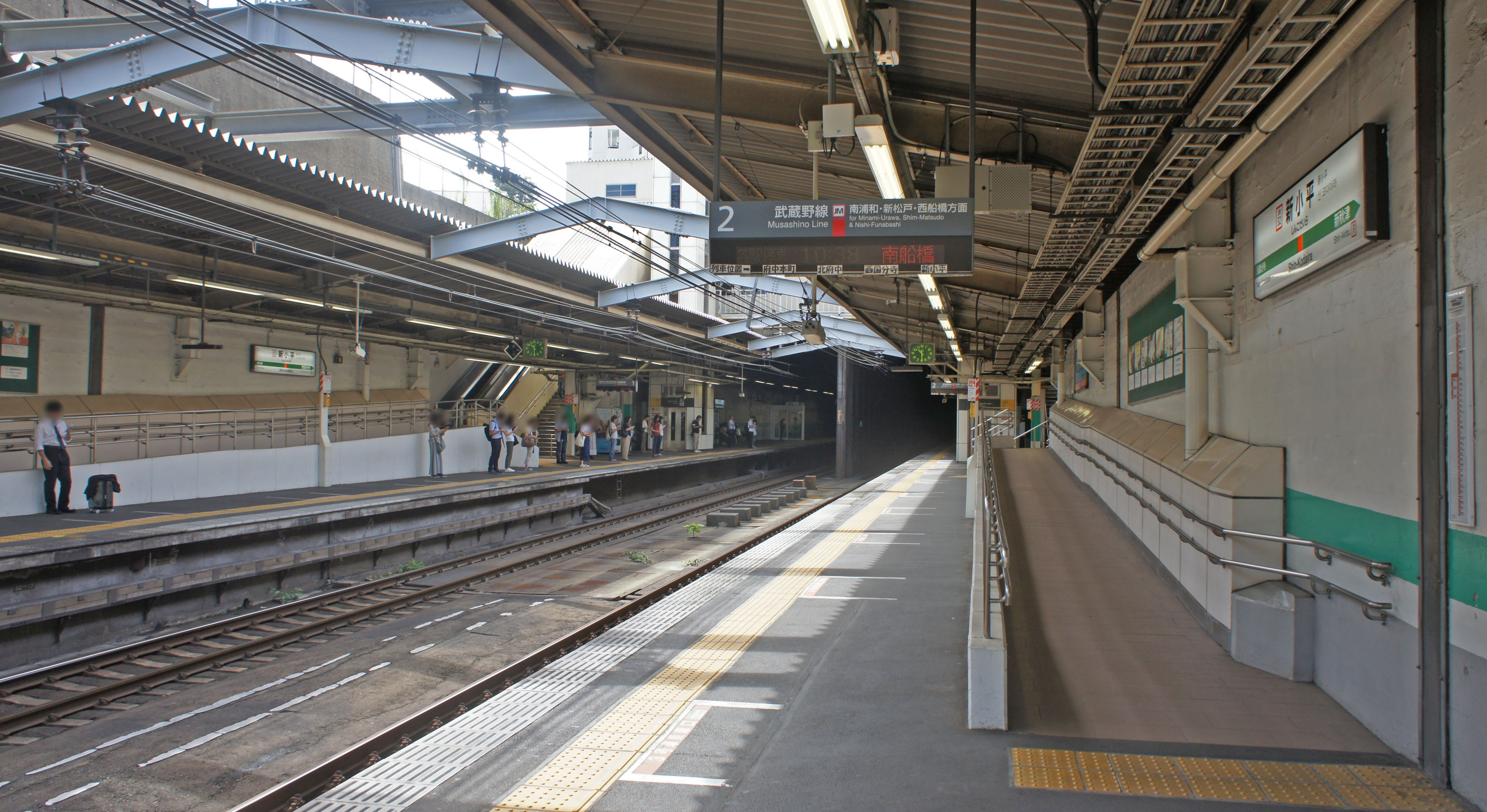
ホーム（小平トンネル側）（2019年9月）
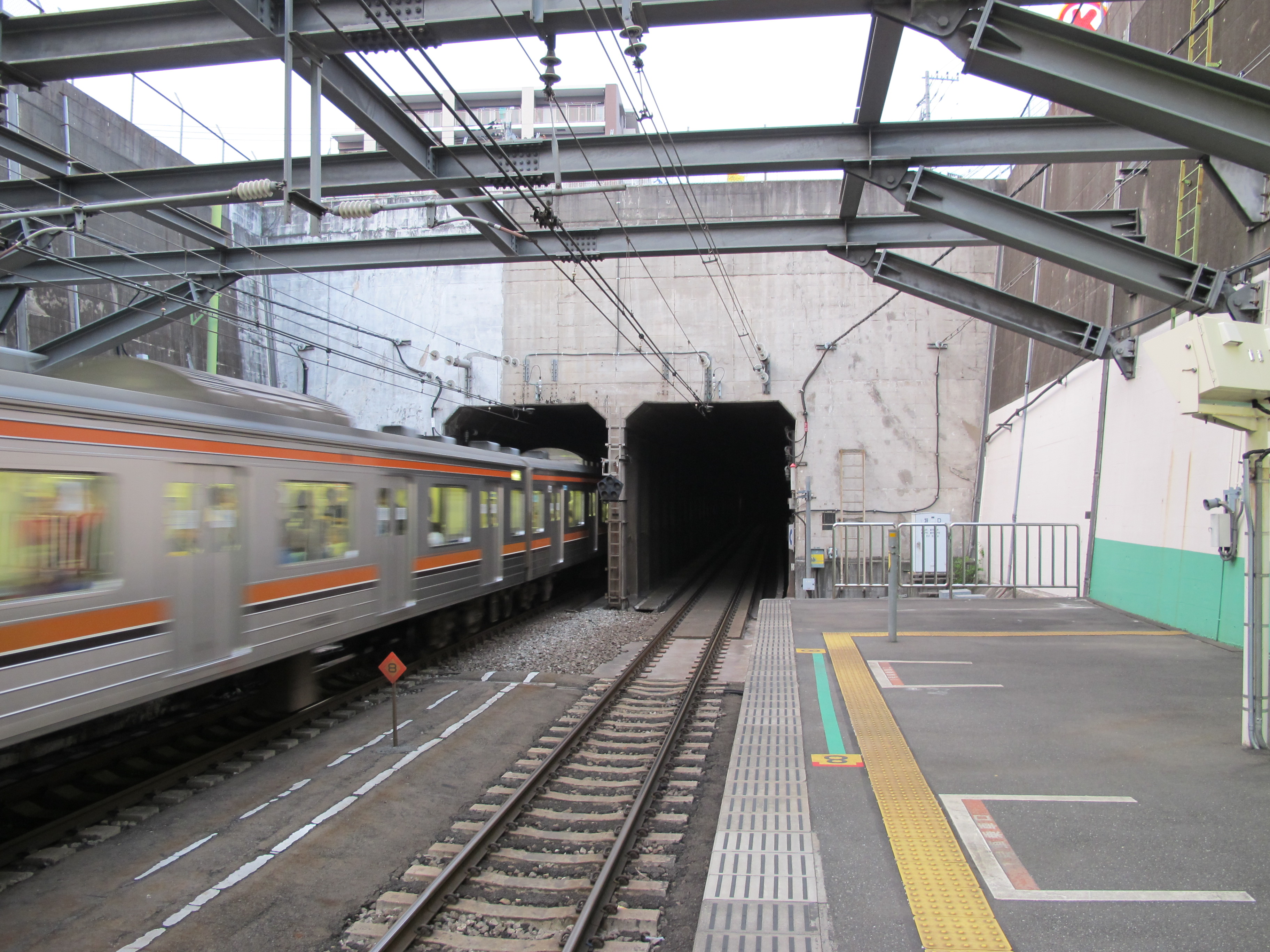
ホーム（東村山トンネル側）（2010年5月）

## 利用状況
2023年度（令和5年度）の1日平均乗車人員は10,876人と、武蔵野線内26駅中吉川美南駅に次いで少ない。
1990年度（平成2年度）以降の1日平均乗車人員の推移は下記の通り。
| 年度               | 1日平均 乗車人員 | 出典     |
| ------------------ | ---------------- | -------- |
| 1990年（平成02年） | 7,315            | [ * 1 ]  |
| 1991年（平成03年） | 7,066            | [ * 2 ]  |
| 1992年（平成04年） | 8,140            | [ * 3 ]  |
| 1993年（平成05年） | 8,660            | [ * 4 ]  |
| 1994年（平成06年） | 9,047            | [ * 5 ]  |
| 1995年（平成07年） | 9,292            | [ * 6 ]  |
| 1996年（平成08年） | 9,370            | [ * 7 ]  |
| 1997年（平成09年） | 9,167            | [ * 8 ]  |
| 1998年（平成10年） | 9,118            | [ * 9 ]  |
| 1999年（平成11年） | 9,287            | [ * 10 ] |
| 2000年（平成12年） | 9,326            | [ * 11 ] |
| 2001年（平成13年） | 9,407            | [ * 12 ] |
| 2002年（平成14年） | 9,644            | [ * 13 ] |
| 2003年（平成15年） | 10,044           | [ * 14 ] |
| 2004年（平成16年） | 10,274           | [ * 15 ] |
| 2005年（平成17年） | 10,496           | [ * 16 ] |
| 2006年（平成18年） | 10,585           | [ * 17 ] |
| 2007年（平成19年） | 10,780           | [ * 18 ] |
| 2008年（平成20年） | 10,958           | [ * 19 ] |
| 2009年（平成21年） | 11,292           | [ * 20 ] |
| 2010年（平成22年） | 11,146           | [ * 21 ] |
| 2011年（平成23年） | 11,073           | [ * 22 ] |
| 2012年（平成24年） | 11,191           | [ * 23 ] |
| 2013年（平成25年） | 11,305           | [ * 24 ] |
| 2014年（平成26年） | 11,291           | [ * 25 ] |
| 2015年（平成27年） | 11,429           | [ * 26 ] |
| 2016年（平成28年） | 11,509           | [ * 27 ] |
| 2017年（平成29年） | 11,631           | [ * 28 ] |
| 2018年（平成30年） | 11,489           | [ * 29 ] |
| 2019年（令和元年） | 11,448           | [ * 30 ] |
| 2020年（令和02年） | 8,527            |          |
| 2021年（令和03年） | 9,353            |          |
| 2022年（令和04年） | 10,284           |          |
| 2023年（令和05年） | 10,876           |          |

## 駅周辺
駅舎は小さなロータリーを挟んで青梅街道に面している。
- 西武多摩湖線 青梅街道駅 - 東へ約600 m。正式な乗換駅には設定されていない[4]が、武蔵野線が事故等で運転を見合わせている際は、振替乗車票を持って青梅街道駅から乗車するよう指示される。一方、西武国分寺線・拝島線の小川駅は北西に1.5 kmほど、西武新宿線・拝島線の小平駅は北東に2.5 kmほど離れている。
- 小平郵便局
  - ゆうちょ銀行小平店
- 小平警察署
- 小平市中央図書館
- 津田塾大学
- 国際パティシエ調理師専門学校
- 小平市立小平第十五小学校
- 国立精神・神経医療研究センター
- 第一屋製パン本社・小平工場
- 平櫛田中彫刻美術館
- 石塔が窪
- 青梅街道（東京都道5号新宿青梅線）
- 鎌倉街道
- 府中街道（東京都道16号立川所沢線、東京都道17号所沢府中線）
- 小平グリーンロード
- 歴史と文化の散歩道 府中国分寺コース
- 小川用水
- 玉川上水
- ドン・キホーテ 小平店

## バス路線
新小平駅前
- 都営バス
  - 梅70：花小金井駅北口・小平駅前 / 青梅車庫・大和操車所前

新小平駅
- 西武バス
  - 寺64・寺64-1：国分寺駅北入口・循環
  - （出入庫線）：小平駅南口 / 小平営業所

## 1991年10月の水没事故

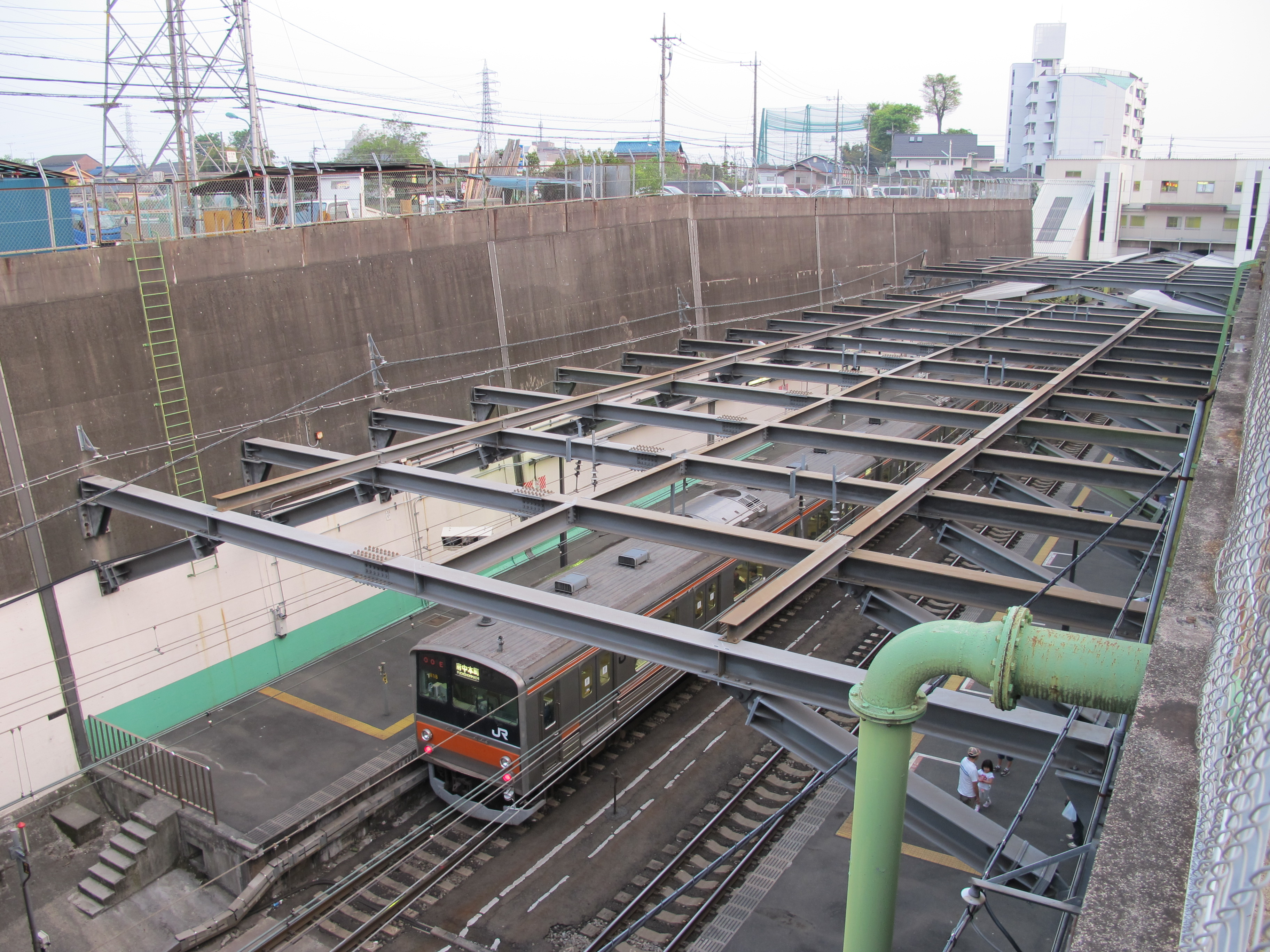
現在の駅構内。擁壁上端が「への字」になっている

### 経緯
この年は8月から記録的な長雨が続いており、近接する所沢アメダスの積算降水量は8月が394 mm（観測史上8月として6位）、9月が447 mm（観測史上4位、9月として2位）であり、10月も台風21号の接近に伴い活発化した前線により事故前日で既に200 mmを超えていた。
このため、9月半ばにはホーム北（新秋津側）の壁面から地下水が噴出し始め、10月11日朝から接近した台風21号による大雨（所沢の24時間積算雨量95 mm）により23時45分頃ホーム北側と線路を含むU字形構造全体が120 mにわたって最大1.3 m隆起し、擁壁継目には最大70センチメートルの開口部が生じ、土砂混じりの地下水が大量（復旧時の計測で8トン/分）に流入、駅全体が冠水しただけでなく周辺で陥没が発生し、近隣住民が避難するに至った。
その後、多数の水中ポンプにより排水を試みるが流入量に全く追いつかず、地下水位を下げるため被災部周辺に深井戸8本を掘り、8トン/分を下水道放流したがこれでも不十分だった。このため深井戸を19本（15トン/分）に増強し、放流先も2 km離れた空堀川へ変更された。11月半ばに地下水位が下がると工事は本格化し、12月11日に全面復旧された。当初6か月を要すると見積もられたが、武蔵野線が鉄道貨物輸送の大動脈である点から24時間体制の急ピッチで進められ、約1か月で完工した。
この事故によるJR東日本の被害額は約35億円に達した。

### 水没の原因
新小平駅は南北を長いトンネル（東村山トンネルと小平トンネル、ともに延長4 km程度）に挟まれたU型RC構造の半地下式の駅で、関東ローム層下の武蔵野礫層上半分に食い込んでいる。武蔵野礫層には西から東へ伏流水が流れていて、その地下水位は降水の影響で大きく上下することが分かっている。事故当日の地下水位は地表下3 m以上まで上昇し、これは75年程度の再現確率と見られている。
この南北方向の路線が増水した伏流水を堰き止め、新小平駅周囲の地下水位が上昇したことで、土被りが無く浮き上がりに弱かった駅北側に浮力が生じ、轟音とともに崩壊に至った。深夜のため、人や列車に被害が出る惨事には至らなかった。

### 再発防止策
復旧にあたっては、地下水位が地表面付近に達しても耐えられるような強度計算を行っている。
浮力に対抗する、武蔵野礫層を貫通するアンカーを打設し、擁壁には水抜き用開口部と排水設備を設け、歪みセンサを設置した。また、地下水位を下げた後も1 m近い隆起が残ったため、駅北側のU型RC構造の底部を切除してスラブ軌道からバラスト軌道に変更して修復された。このため、擁壁を支える鉄骨構造が追加されている。ホームを含め駅構造物の大半は設置し直された。
なお、新小平駅南側には小平トンネルより長い国立支線のトンネルがあり、伏流水上流側の国分寺市西恋ヶ窪の住宅街では床上浸水など洪水が頻繁に発生していたが、新小平駅の水没事故に伴いJRも伏流水への対策に取り組むようになり、こちらの洪水も収まった。

### 水没中の迂回経路
復旧までの2か月間、武蔵野線は東京・新習志野 - 新秋津間と西国分寺 - 府中本町間の折り返し運転となり、新秋津 - 新小平 - 西国分寺間はバス代行となった。しかし経由する府中街道（都道17号）沿いは久米川や恋ヶ窪など慢性的な渋滞が続く細い迂回路しかなく、ひと駅に1時間前後を要する状態だった。このため、徒歩で秋津駅に向かい、西武池袋線で所沢駅、西武新宿線で東村山駅、西武国分寺線で国分寺駅、JR中央線で西国分寺駅へ至る迂回経路を利用する乗客も多かった。また、振替乗車や代行バスを走らせているとして定期券・回数券の延長措置は行わなかった。
新秋津駅の新小平側には西武池袋線（秋津駅 - 所沢駅間）との連絡線があり、国分寺駅でも西武国分寺線とJR中央線の連絡線跡があったが、いずれも西武鉄道による振替輸送は行われなかった。また、迂回経路となった新秋津駅と西武線秋津駅間に不通期間限定で臨時通路を設置する案が計画されたが、恒久設置となることを恐れた地元商店会からの反対により頓挫した。
一方、貨物輸送は山手貨物線や八高線等へ迂回されたが、余力は限られ、経由する中央線、常磐線、総武線にも制約があった。このため、当時武蔵野線を走っていた113本の貨物列車のうち28本が連日運休し、その他はトラック輸送で代替した。

## 隣の駅
東日本旅客鉄道（JR東日本）
 武蔵野線
■むさしの号（府中本町発）・■各駅停車
新秋津駅 (JM 31) - 新小平駅 (JM 32) - 西国分寺駅 (JM 33)
 中央線直通（武蔵野線貨物支線（国立支線）経由）
■むさしの号（八王子発着）
新秋津駅 (JM 31) - 新小平駅 (JM 32) - 国立駅 (JC 18)
- 「むさしの号」、「成田山初詣青梅号」などの中央線に直通する旅客列車の運賃計算上の経路は西国分寺駅経由になる。

### 記事本文